# 南荻窪

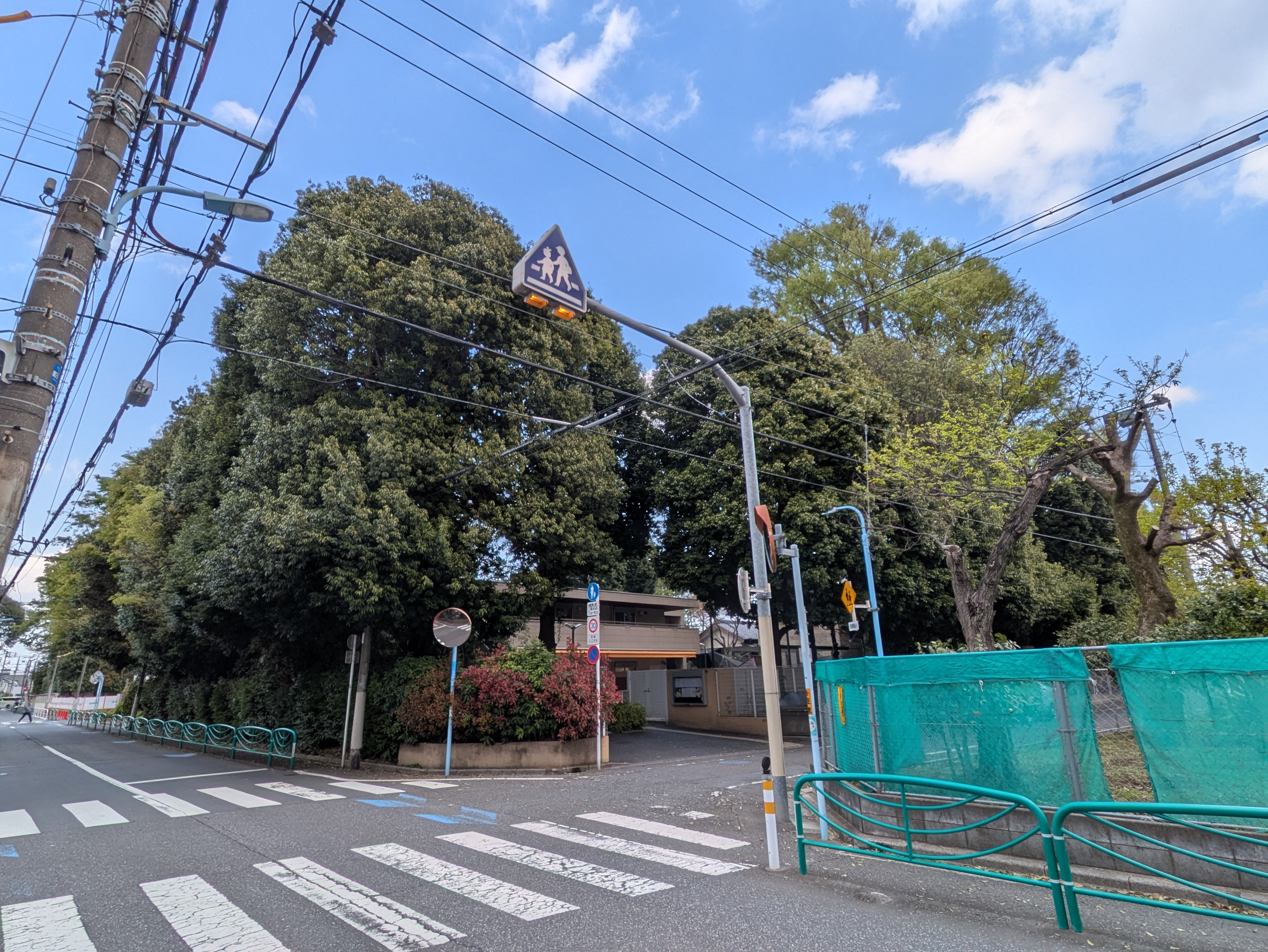
南荻窪2丁目 農園や樹木で緑が豊富

南荻窪（みなみおぎくぼ）は、東京都杉並区の町名。現行行政地名は南荻窪一丁目から四丁目。

## 地理
東京都杉並区の中央部に位置する。荻窪地域の南側に位置することに由来する。北部はJR線の線路を境に上荻・西荻北に接し、東部は環八通りを境に荻窪に接する。南部は宮前に接する。また、地区内を善福寺川が流れる。

### 河川
- 善福寺川
- 松庵川 --- 暗渠。

### 地価
住宅地の地価は、2025年（令和7年）1月1日の公示地価によれば、南荻窪4-32-15の地点で75万5000円/m2となっている。

## 歴史
かつては上荻窪村・下荻窪村の一部であった。住居表示実施により南荻窪が成立した。

## 世帯数と人口
2025年（令和7年）3月1日現在（杉並区発表）の世帯数と人口は以下の通りである。
| 丁目         | 世帯数    | 人口     |
| ------------ | --------- | -------- |
| 南荻窪一丁目 | 1,957世帯 | 3,925人  |
| 南荻窪二丁目 | 1,942世帯 | 4,050人  |
| 南荻窪三丁目 | 1,641世帯 | 3,024人  |
| 南荻窪四丁目 | 1,983世帯 | 3,446人  |
| 計           | 7,523世帯 | 14,445人 |

### 人口の変遷
国勢調査による人口の推移。
| 年                 | 人口   |
| ------------------ | ------ |
| 1995年（平成7年）  | 11,867 |
| 2000年（平成12年） | 12,132 |
| 2005年（平成17年） | 12,173 |
| 2010年（平成22年） | 13,032 |
| 2015年（平成27年） | 13,525 |
| 2020年（令和2年）  | 14,473 |

### 世帯数の変遷
国勢調査による世帯数の推移。
| 年                 | 世帯数 |
| ------------------ | ------ |
| 1995年（平成7年）  | 5,579  |
| 2000年（平成12年） | 5,951  |
| 2005年（平成17年） | 6,177  |
| 2010年（平成22年） | 6,654  |
| 2015年（平成27年） | 7,030  |
| 2020年（令和2年）  | 7,587  |

## 学区
区立小・中学校に通う場合、学区は以下の通りとなる（2016年1月時点）。
| 丁目         | 番地                      | 小学校                 | 中学校             |
| ------------ | ------------------------- | ---------------------- | ------------------ |
| 南荻窪一丁目 | 全域                      | 杉並区立荻窪小学校     | 杉並区立宮前中学校 |
| 南荻窪二丁目 | 1番 12〜13番 24～28番     | 杉並区立荻窪小学校     | 杉並区立宮前中学校 |
| 南荻窪二丁目 | 2〜11番 14〜23番 29〜40番 | 杉並区立荻窪小学校     | 杉並区立神明中学校 |
| 南荻窪三丁目 | 1～8番 19～21番 34番      | 杉並区立荻窪小学校     | 杉並区立神明中学校 |
| 南荻窪三丁目 | 9〜18番 22〜33番          | 杉並区立桃井第二小学校 | 杉並区立神明中学校 |
| 南荻窪四丁目 | 1～14番 16～45番          | 杉並区立桃井第二小学校 | 杉並区立神明中学校 |
| 南荻窪四丁目 | 15番                      | 杉並区立荻窪小学校     | 杉並区立神明中学校 |

## 交通

### 鉄道
鉄道空白地帯となり町域内に鉄道駅はない。
| 隣接する街区の駅 |
| --- |
| JR中央線 JR中央・総武線各駅停車 - 西荻窪駅(JC 10)(JB 03) JR中央線 JR中央・総武線各駅停車 東京メトロ丸ノ内線 - 荻窪駅(JC 09)(JB 04)(M 01) |

### 道路
- 東京都道311号環状八号線
- 神明通り

## 事業所
2021年（令和3年）現在の経済センサス調査による事業所数と従業員数は以下の通りである。
| 丁目         | 事業所数  | 従業員数 |
| ------------ | --------- | -------- |
| 南荻窪一丁目 | 71事業所  | 411人    |
| 南荻窪二丁目 | 39事業所  | 344人    |
| 南荻窪三丁目 | 57事業所  | 599人    |
| 南荻窪四丁目 | 112事業所 | 1,094人  |
| 計           | 279事業所 | 2,448人  |

### 事業者数の変遷
経済センサスによる事業所数の推移。
| 年                 | 事業者数 |
| ------------------ | -------- |
| 2016年（平成28年） | 256      |
| 2021年（令和3年）  | 279      |

### 従業員数の変遷
経済センサスによる従業員数の推移。
| 年                 | 従業員数 |
| ------------------ | -------- |
| 2016年（平成28年） | 1,976    |
| 2021年（令和3年）  | 2,448    |

## 施設
- 杉並区立南荻窪図書館
- 南荻窪中央公園
- 与謝野公園
- 杉並区立神明中学校
- 大宮前体育館
- 神明天祖神社
- 願泉寺
- 富士幼稚園

## その他

### 日本郵便
- 郵便番号 : 167-0052[3]（集配局 : 荻窪郵便局[15]）。